# Servius Cornelius Dolabella Petronianus
Servius Cornelius Dolabella Petronianus war ein römischer Politiker und Senator. Er war ein Sohn Gnaeus Cornelius Dolabellas und Petronias. Im Jahr 86 war er an der Seite des Kaisers Domitian ordentlicher Konsul. Sein Sohn Servius Cornelius Dolabella Metilianus Pompeius Marcellus erreichte ebenfalls das Konsulat.